# Chilo lomydellus
Chilo lomydellus là một loài bướm đêm trong họ Crambidae.